# Saison 1939-1940 des Canadiens de Montréal
Autres saisons
Saison précédente Saison suivante
La saison 1939-1940 de hockey sur glace est la 31e saison que jouent les Canadiens de Montréal. Ils évoluent alors dans la Ligue nationale de hockey et finissent à la 7e place au classement.

## Saison régulière

### Classement
|                        | V  | D  | N  | Pts | BP  | BC  | Pun |
| ---------------------- | -- | -- | -- | --- | --- | --- | --- |
| Bruins de Boston       | 31 | 12 | 5  | 67  | 170 | 98  | 330 |
| Rangers de New York    | 27 | 11 | 10 | 64  | 136 | 77  | 520 |
| Maple Leafs de Toronto | 25 | 17 | 6  | 56  | 134 | 110 | 485 |
| Black Hawks de Chicago | 23 | 19 | 6  | 52  | 112 | 120 | 351 |
| Red Wings de Détroit   | 16 | 26 | 6  | 38  | 90  | 126 | 250 |
| Americans de New York  | 15 | 29 | 4  | 34  | 106 | 140 | 236 |
| Canadiens de Montréal  | 10 | 33 | 5  | 25  | 90  | 167 | 338 |

## Match après match

### Novembre
| No | Date        | Visiteur              | Score | Domicile              | Fiche | Pts |
| -- | ----------- | --------------------- | ----- | --------------------- | ----- | --- |
| 1  | 5 novembre  | Blackhawks de Chicago | 2-8   | Les Canadiens         | 1-0-0 | 2   |
| 2  | 9 novembre  | Americans de New York | 0-2   | Les Canadiens         | 2-0-0 | 4   |
| 3  | 16 novembre | Bruins de Boston      | 3-3   | Les Canadiens         | 2-0-1 | 5   |
| 4  | 19 novembre | Les Canadiens         | 2-1   | Rangers de New York   | 3-0-1 | 7   |
| 5  | 21 novembre | Les Canadiens         | 2-1   | Bruins de Boston      | 4-0-1 | 9   |
| 6  | 23 novembre | Rangers de New York   | 1-1   | Les Canadiens         | 4-0-2 | 10  |
| 7  | 25 novembre | Red Wings de Détroit  | 6-4   | Les Canadiens         | 4-1-2 | 10  |
| 9  | 30 novembre | Les Canadiens         | 2-5   | Americans de New York | 4-2-2 | 10  |

### Décembre
| No | Date        | Visiteur               | Score | Domicile               | Fiche  | Pts |
| -- | ----------- | ---------------------- | ----- | ---------------------- | ------ | --- |
| 9  | 3 décembre  | Les Canadiens          | 3-1   | Red Wings de Détroit   | 5-2-2  | 12  |
| 10 | 7 décembre  | Maple Leafs de Toronto | 1-4   | Les Canadiens          | 6-2-2  | 14  |
| 11 | 9 décembre  | Les Canadiens          | 0-3   | Maple Leafs de Toronto | 6-3-2  | 14  |
| 12 | 10 décembre | Les Canadiens          | 2-3   | Blackhawks de Chicago  | 6-4-2  | 14  |
| 13 | 14 décembre | Americans de New York  | 3-5   | Les Canadiens          | 7-4-2  | 16  |
| 14 | 16 décembre | Rangers de New York    | 4-2   | Les Canadiens          | 7-5-2  | 16  |
| 15 | 19 décembre | Les Canadiens          | 2-5   | Rangers de New York    | 7-6-2  | 16  |
| 17 | 21 décembre | Bruins de Boston       | 3-2   | Les Canadiens          | 7-7-2  | 16  |
| 18 | 25 décembre | Les Canadiens          | 1-3   | Red Wings de Détroit   | 7-8-2  | 16  |
| 19 | 28 décembre | Maple Leafs de Toronto | 6-4   | Les Canadiens          | 7-9-2  | 16  |
| 20 | 31 décembre | Les Canadiens          | 1-6   | Bruins de Boston       | 7-10-2 | 16  |

### Janvier
| No | Date        | Visiteur              | Score | Domicile               | Fiche  | Pts |
| -- | ----------- | --------------------- | ----- | ---------------------- | ------ | --- |
| 20 | 1er janvier | Les Canadiens         | 0-1   | Americans de New York  | 7-11-2 | 16  |
| 21 | 4 janvier   | Red Wings de Détroit  | 3-2   | Les Canadiens          | 7-12-2 | 16  |
| 22 | 6 janvier   | Les Canadiens         | 1-3   | Maple Leafs de Toronto | 7-13-2 | 16  |
| 23 | 7 janvier   | Les Canadiens         | 2-1   | Blackhawks de Chicago  | 8-13-2 | 18  |
| 24 | 9 janvier   | Blackhawks de Chicago | 2-0   | Les Canadiens          | 8-14-2 | 18  |
| 25 | 14 janvier  | Les Canadiens         | 2-4   | Bruins de Boston       | 8-15-2 | 18  |
| 26 | 16 janvier  | Bruins de Boston      | 6-1   | Les Canadiens          | 8-16-2 | 18  |
| 27 | 18 janvier  | Rangers de New York   | 1-0   | Les Canadiens          | 8-17-2 | 18  |
| 28 | 25 janvier  | Americans de New York | 2-2   | Les Canadiens          | 8-17-3 | 19  |
| 29 | 27 janvier  | Les Canadiens         | 1-3   | Maple Leafs de Toronto | 8-18-3 | 19  |
| 30 | 28 janvier  | Les Canadiens         | 1-8   | Blackhawks de Chicago  | 8-19-3 | 19  |
| 31 | 30 janvier  | Les Canadiens         | 1-4   | Americans de New York  | 8-20-3 | 19  |

### Février
| No | Date       | Visiteur               | Score | Domicile               | Fiche  | Pts |
| -- | ---------- | ---------------------- | ----- | ---------------------- | ------ | --- |
| 32 | 4 février  | Les Canadiens          | 0-9   | Rangers de New York    | 8-21-3 | 19  |
| 33 | 8 février  | Red Wings de Détroit   | 2-1   | Les Canadiens          | 8-22-3 | 19  |
| 34 | 11 février | Les Canadiens          | 3-2   | Red Wings de Détroit   | 9-22-3 | 21  |
| 35 | 15 février | Blackhawks de Chicago  | 1-1   | Les Canadiens          | 9-22-4 | 22  |
| 36 | 17 février | Les Canadiens          | 1-3   | Maple Leafs de Toronto | 9-23-4 | 22  |
| 37 | 18 février | Maple Leafs de Toronto | 2-1   | Les Canadiens          | 9-24-4 | 22  |
| 38 | 22 février | Les Canadiens          | 1-10  | Blackhawks de Chicago  | 9-25-4 | 22  |
| 39 | 24 février | Rangers de New York    | 2-0   | Les Canadiens          | 9-26-4 | 22  |
| 40 | 25 février | Les Canadiens          | 2-6   | Rangers de New York    | 9-27-4 | 22  |
| 41 | 29 février | Bruins de Boston       | 2-4   | Les Canadiens          | 9-28-4 | 22  |

### Mars
| No | Date    | Visiteur               | Score | Domicile              | Fiche   | Pts |
| -- | ------- | ---------------------- | ----- | --------------------- | ------- | --- |
| 42 | 2 mars  | Americans de New York  | 3-3   | Les Canadiens         | 9-28-5  | 23  |
| 43 | 3 mars  | Les Canadiens          | 0-3   | Americans de New York | 9-29-5  | 23  |
| 44 | 7 mars  | Blackhawks de Chicago  | 6-1   | Les Canadiens         | 9-30-5  | 23  |
| 45 | 9 mars  | Red Wings de Détroit   | 0-3   | Les Canadiens         | 10-30-5 | 25  |
| 46 | 10 mars | Les Canadiens          | 2-5   | Red Wings de Détroit  | 10-31-5 | 25  |
| 47 | 14 mars | Maple Leafs de Toronto | 8-4   | Les Canadiens         | 10-32-5 | 25  |
| 48 | 17 mars | Les Canadiens          | 2-7   | Bruins de Boston      | 10-33-5 | 25  |